# Anhões e Luzio
Anhões e Luzio (llamada oficialmente União das Freguesias de Anhões e Luzio) es una freguesia portuguesa del municipio de Monção, distrito de Viana do Castelo.

## Historia
Fue creada el 28 de enero de 2013 en aplicación de una resolución de la Asamblea de la República de Portugal promulgada el 16 de enero de 2013 con la unión de las freguesias de Anhões y Luzio, pasando su sede a estar situada en la antigua freguesia de Anhões.

## Demografía
| Gráfica de evolución demográfica de Anhões e Luzio entre 2011 y 2021 |
|                                                                      |
| Datos según el nomenclátor publicado por el INE portugués.           |